# 宗雪雅幸
宗雪 雅幸（むねゆき まさゆき、1935年4月21日 - ）は、日本の経営者。富士写真フイルム(現在の富士フイルム)社長を務めた。
福岡県出身。

## 経歴
1959年に京都大学経済学部を卒業し、同年に富士写真フイルムに入社。1989年1月に取締役に就任し、1990年3月に常務、1992年1月に専務を経て、1996年6月に社長に就任。2000年6月に副会長に就任。1994年1月に富士ゼロックス監査役に就任。
2005年4月に旭日重光章を受章。